# Phytalmia robertsi
Phytalmia robertsi är en tvåvingeart som beskrevs av Schneider 1993. Phytalmia robertsi ingår i släktet Phytalmia och familjen borrflugor. Inga underarter finns listade i Catalogue of Life.